# Fakhr-un-Nisa
Fakhr-un-Nisa Shuhdah Umm Muhammad al-Baghdadiyyah o Shuhdah al-Baghdadiyyah (? - 1112) fue una erudita kurda, muhadiz y calígrafa. Shuhdha fue llamada "la calígrafa, el orgullo de la feminidad, una muhaddithah (femenino de muhaddith) de Irak con un alto Isnad".

## Nombre
Su nombre completo es Fakhr-un-Nisa Shuhdah Umm Muhammad bint Abu Nasr. Fakhr-un-Nisa, en árabe, significa la "Gloria de la Feminidad". Recibió el título de Shuhdah al-Baghdadiyyah, o la "Escritora de Bagdad ", y al Katibah, o la escriba femenina.

## Trayectoria
Fakhr-un-Nisa Shuhdah nació en el siglo XI en la ciudad iraní de Dinawar, siendo hija de Abu Nasr Ahmad ibn al-Faraj al-Dinawari. Su bisabuelo había sido comerciante de agujas, razón por la cual adquirió el sobrenombre de al-Ibri'. Fue su padre quien se apasionó con el hadiz y logró estudiarlo con varios maestros en la materia. Siguiendo la Sunna, él mismo le dio a su hija una sólida educación académica, asegurándose de que estudiara con muchos tradicionalistas de reconocida reputación.
Más adelante Fakhr-un-Nisa estudió hadices con los maestros más célebres de Bagdad, entre los que cabe mencionar a la Tríada ibn Muhammad al-Zaynabi, Ibn Talhah al-Ni'ali, Anu I'Hasan ibn Ayyub, Abu I-Khattab ibn Batir, Ahmad ibn 'Abd al-Qadir ibn Yusuf. Asimismo recibió lecciones de Hadiz y estudió otras ramas del conocimiento bajo la guía de eruditos de renombre como Abu 'Abdullah Hasan ibn Ahmad Nomani, Abu Bakr Muhammad ibn Ahmad-As-Shashi y Abu-Al-Husayni.[cita requerida]
En esa época, las mujeres comenzaban sus estudios con los hombres y mujeres eruditos de la casa. Luego continuarían con maestros locales fuera del círculo familiar. Si aspiraban a continuar su educación, acudirían a los profesores de otras ciudades y pueblos.

## Contribuciones

### Literatura hadiz
Al-Muwatta: se trata de la obra más conocida del Imam Malik; fue la primera colección escrita de hadices e incluía los temas de la ley musulmana, compilados y editados por el Imam Malik ibn Anas. Al-Muwatta consta de aproximadamente 1.720 hadices. Shuhdah al Baghdadiyyah los estudió todos.
Al-Mashyakhat: Se trata de un conjunto de hadices hechos por los shaykhs o maestros. Shuhdah l-Baghdadiyyah estudió en particular el Mashayakhah de ibn Sahdhan con Abu Ghalib Muhammad ibn al-Hasan al-Baqillani.
Al-Ajza: Al-Ajza es el plural de juz y significa sección o componente de algo. En este contexto se refiere o bien a los hadices de una sola persona o a los recopilados en torno a un único tema. A partir del siglo IV d. C., las mujeres mostraron gran interés en estudiarlos. Shuhdah estudió al más famoso, el Juz ibn Arafah, a través de su narrador más destacado, Ibn Bayan; así como el Juz Ibn Hanbal, con Abu I-Hasan ibn al-Tuyuri; y el Juz Hilal al-Haffar con Tirad.
Al-Musalsalat: el término musalsal se refiere a un hadiz en torno a cuya narración hay alguna asociación particular que la tradición ha considerado digna de preservar junto con el propio hadiz. Shuhdah estudió a al-Musafahah de al-Barqani.
Shuhdah narró el Mu'jam de al-Isma'ili y el Mashyakhah de Ibn Shadhan. Su alumno Abl al Aziz ibn Mahmud ibn al-Mubarak ibn al-Akhdar compiló el Mashayakhah Shuhdah mientras ella todavía vivía. Tiene 114 narraciones y la mayoría de ellas son hadices proféticos extraídos de 27 de sus shaykhs. Shuhdah llegó a ser muy reconocida en los estudios del Hadiz.
Aquellos que iban a la búsqueda del aprendizaje provenían de lugares distantes y consideraban un orgullo que se les permitiera unirse a la sesión de Shuhdah de Dars. Se decía que muchos eruditos célebres escuchaban habitualmente su tautología, adquiriendo de ella autoridad para transmitir el hadiz en su nombre. 
Shuhdah no sólo exhibió su erudición en el estudio del Hadiz, sino que también pronunció discursos académicos sobre historia, lingüística y literatura, dejando impresiones duraderas en los corazones y las almas de la audiencia.

### Caligrafía
Shuhdah alcanzó la perfección en el arte de la caligrafía, obligando a los maestros calígrafos de su tiempo a apreciarla. Llegó a adquirir el título de Fakhr-un-Nisa (Orgullo de las Mujeres) por su erudición, arte caligráfico y por su oratoria, que fue muy aclamada.[cita requerida]

## Otros datos biográficos
El marido de Fakhr-un-Nisa Shuhdha murió tras cuarenta años de matrimonio. Ella soportó el shock con coraje y paciencia y se dedicó a aprender y educar. El califa Al-Muqtadi Bi-amr-Allah le concedió una gran propiedad para ampliar el alcance de sus actividades académicas. Ella, con la ayuda de donaciones, estableció una gran institución (Darsgah) en las orillas del río Tigris, donde cientos de estudiantes pudieron estudiar financiado en su totalidad por la propia FakhrShuhdah.
Murió en 1112 con más de 90 años. Su oración fúnebre se realizó en Jama'e Al-Qasr en Bagdad. Se dice que miles de personas, incluidos académicos, estudiantes y dignatarios estatales, participaron en sus funerales.

## Legado
Abu'l-Faraj ibn al-Jawzi la elogió por su piedad, sus obras de caligrafía y su caridad. Al-Safadi destaca su amplio conocimiento del hadiz así como su piedad, taqwa y benevolencia.